# Яворник (Крань)
'Яворник (словен. Javornik) — поселення в общині Крань, Горенський регіон, Словенія. Висота над рівнем моря: 653,6 м.